# Lignières-Orgères
Lignières-Orgères es una comuna francesa situada en el departamento de Mayenne, en la región de Países del Loira.

## Demografía
| 1097 | 986 | 887 | 855 | 773 | 735 | 701 |
| Para los censos de 1962 a 1999 la población legal corresponde a la población sin duplicidades (Fuente: INSEE [Consultar]) |     |     |     |     |     |     |